# کوه سراکوه بالا
کوه سراکوه بالا،روستایی از توابع اتاقور(اطاقور) شهرستان لنگرود در استان گیلان ایران است.

## جمعیت
این روستا در دهستان اتاقور قرار دارد و براساس سرشماری مرکز آمار ایران در سال ۱۳۸۵، جمعیت آن ۴۸ نفر (۱۹خانوار) بوده‌است.